# Махадева (Сеуни)
Махадева (каннада ಮಹಾದೇವ; д/н–1270) — 5-й чакравартін Держави Сеунів в 1261–1270 роках.

## Життєпис
Онук чакравартіна Сімгани II, син Джайтугі II, що був оголошений спадкоємцем і молодшим співправителем, але помер ще за панування батька. Посів трон 1261 року після смерті старшого брата Крішни I, під час панування якого активно брав участь в управлінні державою.
Спочатку придушив повстання Сомешвари Шилахари, магараджи Тхани. Потім завдав поразки Вісаладеві Ваґели, магараджахіраджи Лати. 1261 року скористався з розгардіяжем в державі Какатіїв, вдерся туди з наміром відновити зверхність, яка фактична була втрачена. Проте не зміг здобути повної перемоги, внаслідок чого 1262 року відступив та вимушен був визнати незалежність Какатіїв.
1265 року ліквідував державу Шилахарів в Тхані. 1266 року придушив повстання в Конкані Джайтугі, небожа Сомешвари, остаточно приєднавши цей регіон до Держави Сеунів. Того ж року атакував державу Хойсалів, але зазнав поразки від магараджахіраджи Нарасімхи III. 1268 року придушив повстання Кадамба, правителів Гоа.
Помер у травні—червні 1270 року. Йому спадкував син Аммана.